# Лончариця
45°44′ пн. ш. 17°18′ сх. д. / 45.74° пн. ш. 17.30° сх. д.
Лончариця (хорв. Lončarica) — населений пункт у Хорватії, у Б'єловарсько-Білогорській жупанії у складі міста Грубишно-Полє.

## Населення
Населення за даними перепису 2011 року становило 79 осіб.
Динаміка чисельності населення поселення: